# Economia da linguagem
Economia da linguagem é um ramo da economia que estuda várias situações dentre elas o porque dos idiomas dominarem certos setores econômicos, manutenção de línguas minoritárias, linguagem do planejamento econômico dentre outros fatores.
Segundo Coumas, a linguagem pode ser uma barreira ou uma mediadora para o intercâmbio. Estados investem na linguagem para conseguir poder simbólico segundo ela. O neoliberalismo inglês nos anos 80 investiu pesadamente na linguagem da propaganda por exemplo.